# يزدغرد (مقاطعة دورود)
يزدغرد (بالفارسية: یزدگرد) هي قرية تقع في قسم سيلاخور الريفي (مقاطعة دورود) في إيران. يقدر عدد سكانها بـ 56 نسمة بحسب إحصاء 2016.